# MAT-49
El MAT-49 fue un subfusil desarrollado por la fábrica de armamento francesa Manufacture Nationale d'Armes de Tulle (MAT), para el Ejército francés.

## Desarrollo
Después de evaluar varios prototipos en 1949 (inclusive un diseño plegable de Hotchkiss et Cie), la fábrica MAT empezó la producción del subfusil MAT-49. Este era fabricado mediante estampado, lo cual permitía una rentable producción de grandes cantidades de subfusiles, que se necesitaban con urgencia para el Ejército, la Legión Extranjera Francesa, así como para las tropas aerotransportadas y coloniales. 
La producción continuó en Tulle hasta mediados de la década de 1960, cuando fue transferida a la Manufacture d'Armes de St-Etienne (MAS), donde el subfusil fue producido hasta 1979. En ese mismo año, las Fuerzas Armadas francesas adoptaron el fusil de asalto FAMAS calibre 5,56 mm y el MAT-49 fue gradualmente retirado de servicio.

## Características
El MAT-49 tenía una corta culata retráctil de alambre de acero, que al extenderse le otorgaba al arma una longitud de 720 mm, mientras que el brocal del cargador se podía plegar paralelo al cañón junto con el cargador para saltar en paracaídas o quedar en un ángulo de 45° hasta que vuelva a su posición vertical antes de abrir fuego. Su cañón tiene una longitud de 230 mm, pero algunos subfusiles policiales fueron fabricados con cañones más largos y culatas fijas de madera. Sin cargador, el MAT-49 pesa unos 3,5 kg, siendo bastante pesado para un subfusil. El arma incorpora un seguro de presión, situado en el lomo del pistolete. El alza es pivotante y tiene forma de "L", estando marcada para alcances de 50 y 100 m. La producción del MAT-49 cesó tras la introducción del FAMAS en 1979.
En servicio, el MAT-49 dispara el cartucho 9 x 19 Parabellum desde un cargador monohilera de 20 cartuchos para empleo en zonas desérticas o un cargador de 32 cartuchos similar al del Sten. El MAT-49 es accionado por retroceso de masas y tiene una cadencia de 600 disparos/minuto en modo automático. El MAT-49/54, un MAT-49 fabricado para fuerzas policiales, tiene dos gatillos, que le permiten disparar en modo automático o semiautomático, aunque la mayoría fueron fabricados como subfusiles automáticos.

## Historial de combate

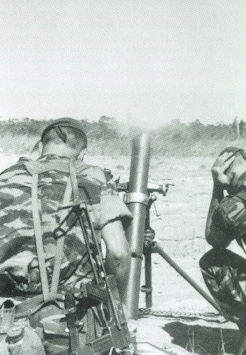
Paracaidistas del 2e REP asaltando Kolwezi en 1978.

El MAT-49 fue ampliamente utilizado durante la guerra de Indochina y la guerra de independencia de Argelia, al igual que en la crisis de Suez de 1956. Fue un arma muy apreciada por las tropas aerotransportadas y mecanizadas, debido a su sencillez, resistencia, poder de fuego y tamaño.
Tras la retirada de las tropas francesas de Indochina, el Ejército Popular de Vietnam y el Viet Minh recalibraron muchos MAT-49 capturados para emplear el cartucho soviético 7,62 x 25 Tokarev, disponible entonces en grandes cantidades gracias a los suministros enviados por la Unión Soviética y la República Popular de China. Estas versiones recalibradas se distinguían por un cañón más largo, un cargador curvo de 35 cartuchos y una cadencia de 900 disparos/minuto.
Vietnam del Norte suministró subrepticiamente subfusiles MAT-49 a los movimientos guerrilleros antifranceses durante la guerra de independencia de Argelia.

## Variantes
- MAS-48 - prototipo.
- MAT-49 - principal variante.
- MAT-49/54 - variante para la Gendarmería, con cañón alargado y culata fija.
- MAT-49 silenciado - equipado con un silenciador.[5]
- K-43 (o MAT-49 M) - variante modificada por el Viet Minh, que disparaba el cartucho 7,62 x 25 Tokarev. Tenía un cañón más largo y una mayor cadencia (900 disparos/minuto). Sus piezas de repuesto todavía eran producidas en la década de 1970, por lo que fue empleado por el Viet Cong.[10]

MAT-49: vista izquierda y derecha; con la culata retraída y el brocal del cargador plegado.
Modelo policial MAT-49/54.

## Usuarios
- Francia: Fue adoptado por el Ejército francés en 1949.[4] También fue empleado por la Gendarmerie Nationale.[4]
- Argelia[11]
- Benín[11]
- Bolivia[11]
- Burkina Faso[11]
- Burundi[11]
- Chad[11]
- Comoras[11]
- Costa de Marfil[11][12]
- Gabón[11]
- Guinea[11]
- Guinea Ecuatorial[11]
- Laos[11]
  -  Reino de Laos: los recibió como ayuda militar francesa durante la guerra de Indochina.[13]
- Líbano[11]
- Madagascar[11]
- Mali[11]
- Marruecos[11]
- Mauritania[11]
- Níger[11]
- República Centroafricana[11]
- República del Congo[11]
- Senegal[11]
- Seychelles[11]
- Togo[11]
- Túnez[11]
- Vietnam: Produjo una copia recalibrada para el cartucho 7,62 x 25 Tokarev.[4]
- Yibuti[11]

### Entidades no estatales
- Ejército de Liberación Nacional Libio[14]
- Ejército Africano para la Liberación Nacional de Zimbabue[15]
- ETA: Produjo copias sin licencia en un taller subterráneo ubicado en Mouguerre, que posteriormente fue allanado por la policía.[16]
- FRELIMO[17]
- República Árabe Saharaui Democrática[18]
- Séléka[19]
- Viet Minh,[20] que lo conocía como Tuyn por el nombre de su fabricante (Tulle).[21]